# Ġużi Bonnici
Ġużi Bonnici, noto anche come Joe Bonnici (12 settembre 1931 – 2000), è stato un calciatore maltese.

## Carriera

### Nazionale
Ha collezionato sei presenze con la propria Nazionale.